# دونالد داك: غوين كواكرز
دونالد داك: غوين كواكرز (بالإنجليزية: Donald Duck: Goin' Quackers)‏ لعبة فيديو منصات طورتها ونشرتها يوبي سوفت في 19 أكتوبر 2000.

## روابط خارجية
- دونالد داك: غوين كواكرز على موقع IMDb (الإنجليزية)
- دونالد داك: غوين كواكرز على موبي غيمز (بالإنجليزية)